# Канонада (фильм)
«Канонада» — советский фильм 1961 года, снятый на Литовской киностудии режиссёрами Раймондасом Вабаласом и Арунасом Жебрюнасусом.

## Сюжет
Идёт освобождение Литвы от фашистов — уже прошёл фронт, рядом ещё гремит канонада, но уже начинается мирная жизнь — крестьяне одной из деревень решают начать сев. Но остаётся земля кулака Санкуса, исчезнувшего из деревни как только ушли немцы, и подход к землям Станкусов заминирован. Крестьянин Будрис едет в город «за властью», но там ещё идут бои.
Возвращается в родную деревню дочь местного учителя Довиле в начале войны ушедшая с отступающей Красной Армией, работавшая в госпитале. Она узнаёт, что её отец убит по доносу Станкуса. Трудной оказывается её встреча с другом детства Повиласом, сыном Станкуса. Повилас не покинул деревню вместе с отцом. Но он растерян, ушёл в себя, не верит, что в сожжённой деревне может возродиться жизнь. Встречает Довиле и другого друга, Витяниса, бежавшего из концлагеря.
Крестьяне всё-таки выходят распахивать землю Станкуса. Первую борозду прокладывает Лауцюс. Вечером Лауцюс приглашает всех на крестины сына и впервые за годы войны в деревне звучат музыка и смех. Неожиданно раздаётся выстрел — Лауцюс падает убитым — кулак Станкус отомстил ему за землю. Крестьяне преследуют Станкуса, и он подрывается на минах, которыми заминировал подход к своей земле.

## В ролях
- Эугения Плешките — Довиле, учительница
- Стасис Петронайтис — Витянис Будрис
- Вацловас Мурашка — Будрис, отец Витяниса
- Стяпас Юкна — Станкус
- Роландас Буткявичюс — Повилас, сын Станкуса
- Бронюс Бабкаускас — Дримба
- Стасис Чайкаускас — пастух
- Регина Варнайте — Магдуте
- Леонидас Милашаускас — Юозукас
- Антанас Пикялис — Игнас Лауцюс
- Гражина Урбонайте — Лайма, жена Лауцюса
- Эугения Шулгайте — мать Витяниса
- Юозас Ригертас — Алексас

## Критика
Фильм имеет сложную историю оценок: если вначале был раскритикован как бессодержательный, то потом рассматривался как поиски литовскими режиссёрами кинематографического языка, атмосферы действия, отмечалось, что в этой картине двух режиссёров они пришли к какой-то «третьей манере», почти одинаково не близкой каждому из них.